# Смит, Стэнли Гейлен
Стэ́нли Ге́йлен Смит (англ. Stanley Galen Smith, 25 марта 1926 — 23 октября 2015) — американский ботаник-флорист.

## Биография
Родился в городе Ларами в Вайоминге. С 1944 по 1946 год служил во флоте США, затем поступил в Калифорнийский университет. В 1949 году получил степень бакалавра, в 1951 году — магистра.
С 1951 по 1955 год служил в ВВС США, впоследствии продолжил научную деятельность в Калифорнийском университете. В 1961 году защитил диссертацию на соискание степени доктора философии, в которой рассматривал систематику и естественную гибридизацию рода Рогоз.
В 1960 году Смит был приглашён Университетом штата Айова на должность доцента. Затем он вёл курсы ботаники и биологии в Висконсинском университете в Уайтуотере.
Ушёл на пенсию в 1991 году.
В 2013 году Висконсинская ассоциация болот присудила Гейлену Смиту награду за жизненные достижения.
Скончался 23 октября 2015 года в Мадисоне.

## Некоторые научные работы
- Smith, S. G. Natural hybridization and taxonomy in the genus Typha. — Berkeley, 1961. — 204 p.
- Smith, S. G. New combinations in North American Schoenoplectus, Bolboschoenus, Isolepis, and Trichophorum (Cyperaceae) // Novon. — 1995. — Vol. 5(1). — P. 97—102.
- Smith, S. G., Yatskievych, G. Notes on the genus Scirpus s. lat. in Missouri // Rhodora. — 1996. — Vol. 98. — P. 168—179.
- Smith, S. G., Hayasaka, E. Delineation of Schoenoplectus sect. Malacogeton (Cyperaceae), new combination, and distinctions of species // Journal of Japanese Botany. — 2001. — Vol. 76. — P. 339—343.
- Smith, S. G., Hayasaka, E. New Combinations within North American Schoenoplectus smithii and S. purshianus (sect. Actaeogeton, Cyperaceae) and Comparison with Eastern Asian Allies // Novon. — 2002. — Vol. 12(1). — P. 106—111.